# يان غيو
يان غيو هو كاتب وصحافي سويدي ولد في ستوكهولم (17 يناير 1944). من بين مؤلفاته سلسلة من الروايات الجاسوسية تدور حول جاسوس اسمه كارل هاملتون، وثلاثة روايات خيالية تاريخية عن فرسان المعبد، وآرن ماجنوسون. وهو صاحب واحدة من أكبر شركات النشر في السويد التي يملكها جنبا إلى جنب مع ليزا ماركلوند وزوجته. اشتهر الكاتب في السويد خلال فترة توليه التحقيقات الصحافية. وما زال الكاتب نشطا في مجال الصحافة ككاتب في صحيفةأفتون بلادت السويدية، والتي نُشِر له فيها الكثير من المقالات السياسية.
اتهم يان غيو في أكتوبر 2009 بالعمالة لمنظمة الاستخبارات السوفيتية كي جي بي ووجهت له تهمة بذلك، والحقيقة أن الكاتب كانت لديه اتصالات بين عامي 1967 و1972 بهذه المنظمة، كما أكد يان غيو شخصيا أنه قد أجرى سلسلة من الاتصالات مع ممثلي لجنة أمن الدولة خلال هذه الفترة، وهو يعترف أيضا بتلقي أموال من منظمة الاستخبارات السوفيتية، لكنه يصر على أن هدفه هو جمع المعلومات ضمن مجال عمله الصحفي فقط. واستند الاتهام بوثائق أفرج عنه من جهاز الأمن السويدي سيبو ومقابلات مع العقيد السابق اوليج جورديفسكي. وفي محاكمة في وقت لاحق نفى وجود المتهم غيو بأنه كان جاسوسا للاتحادالسوفياتي، مدعيا أن هذا التفسير لا مجال له من الصحة.

## نشأته
ولد يان غيو في سودرتاليا إحدى مقاطعات ستوكهولم من اب فرنسي الاصل الذي كان يعمل في السفارة الفرنسية في السويد ومن ام تدعى ماريان التي هي الأخرى من أصل نرويجي. اكتسبت يان غيو الجنسية الفرنسية عند الولادة، وأصبح مواطنا سويديا في عام 1975. عندما عين جده غيو والسفير الفرنسي في هلسنكي، فنلندا، قرر والده الانتقال معه واستقر هناك. نشأ يان غيو مع الأم وزوجها الجديد في Saltsjöbaden وNäsby Park الواقعة خارج ستوكهولم.

## التعليم
درس في فاساريل في ستوكهولم لكنه طرد من المدرسة بسبب سلوكه السيئ؛ بما في ذلك الاعتداء البدني والسرقة والابتزاز [6] ثم ذهب للدراسة لمدة سنتين في مدرسة داخلية في Solbacka Södermanland من حيث كان طرد أيضا. [6] أنهى له studentexamen (العلوية الثانوي الامتحان النهائي) من Viggbyholmsskolan مدرسة داخلية، وتقع في Viggbyholm، في عام 1964. [6]

## حياته
كان متزوجا غيو من المؤلفة والمترجمة مارينا، والذي لديه معها أطفال وهم دان (مواليد 1970) ولين آن، (ولد في 1972) غيو. ابنته آن، لين، وهو صحافي ومعلق، ومن ثم عاش مع ساندرا أندرسون، ابنة روي أندرسون فيلم المخرج، تحت اطار الزواج العرفي. [11]
أما اليوم فيعيش الكاتب في الزواج العرفي مع المؤلفة آن ماري حيث يسكن في شقة في حي أوسترمالم في ستكهولم. [12]

## الوظائف
غيو بدأت مسيرته في الكتابة الصحفية لمجلة FBI Aktuellt]] 1966-1967]]و في وقت لاحق انه شارك في تأسيس Folket i Bild/Kulturfront، الذي كان يعمل من عام 1972 حتى عام 1977. أما اليوم فيعمل حاليا في جريدة لافتونبلاديت وأيضا تعليقات بعض الأحيان في وسائل أخرى أنباء عن الأحداث الجارية في العادة مع اليسار والجانب المناهض للولايات المتحدة، وخصوصا الصراعات في منطقة الشرق الأوسط والقضايا المحلية المتنوعة، بما في ذلك حرب الولايات المتحدة على الإرهاب، والسياسة الإسرائيلية تجاه الفلسطينيين، ودائرة الأمن السويدية، وإجراءات المحكمة السويدية واستفسارات الجمهور.

## روابط خارجية
- يان غيو على موقع IMDb (الإنجليزية)
- يان غيو على موقع ألو سيني (الفرنسية)
- يان غيو على موقع ميوزك برينز (الإنجليزية)
- يان غيو على موقع أول موفي (الإنجليزية)
- يان غيو على موقع قاعدة بيانات الأفلام السويدية (السويدية)
- يان غيو على موقع قاعدة بيانات الفيلم (الإنجليزية)
- يان غيو على موقع كينوبويسك (الروسية)